# أجني سيمونسون
أجني سيمونسون (بالسويدية: Agne Simonsson)‏ (مواليد 19 أكتوبر 1935) هو لاعب كرة قدم. لعب مع منتخب السويد لكرة القدم. سبق له أن لعب في كأس العالم لكرة القدم مع منتخب بلاده.

## روابط خارجية
- أجني سيمونسون على موقع الاتحاد الدولي (مؤرشف)  (الإنجليزية)
- أجني سيمونسون على موقع اتحاد السويد (السويدية)
- أجني سيمونسون على موقع قاعدة بيانات كرة القدم.إي يو (الإنجليزية)
- أجني سيمونسون على موقع ناشيونال فوتبول تيمز (الإنجليزية)